# Ezra Klein
Ezra Klein (Irvine, Califórnia, 9 de maio de 1984) é um jornalista, comentarista político e cineasta norte-americano, membro da Vox Media. Ezra participou da criação da série Explained (2018), parceira da Vox com a Netflix.

## Livros
- Why We're Polarized (2020) ISBN 978-1-4767-0032-8
- Abundance (2025)